# Breg (gmina Sevnica)
Breg – wieś w Słowenii, w gminie Sevnica. W 2018 roku liczyła 135 mieszkańców.